# Sankt Stefan ob Stainz
Sankt Stefan ob Stainz är en ort och kommun i Österrike. Den ligger i distriktet Deutschlandsberg i förbundslandet Steiermark, 160 kilometer sydväst om huvudstaden Wien. 
Den nuvarande kommunen bildades 2015 vid en kommunreform i Steiermark genom en sammanslagning av kommunerna Greisdorf, Gundersdorf och Sankt Stefan ob Stainz. Den består av 11 orter (Ortschaften) (inom parentes invånarantal 1 januari 2024):

- Greisdorf (442)
- Grubberg (83)
- Gundersdorf (281)
- Lemsitz (401)
- Lichtenhof (92)
- Pirkhof (412)
- Sankt Stefan ob Stainz (947)
- Sommereben (200)
- Steinreib (287)
- Wald in der Weststeiermark (21)
- Zirknitz (488)